# Toulouse-Béziers-Toulouse
Toulouse-Béziers-Toulouse est une ancienne course cycliste française, d'une distance de plus de 350 kilomètres, disputée les 1er et 2 septembre 1893, entre Toulouse dans le département de la Haute-Garonne et Béziers dans le département de l'Hérault.

## Palmarès
| Année | Vainqueur        | Deuxième        | Troisième            |
| ----- | ---------------- | --------------- | -------------------- |
| 1893  | Auguste Stéphane | Henri Béconnais | Jean-Théodore Joyeux |